# Elm
For elm i betydningen e-mail program til UNIX, se elm (program).
Slægten Elm (Ulmus) er udbredt med 20-40 arter i de tempererede egne af den nordlige halvkugle, dog med nogle få arter i Sydøstasien. Det er løvfældende træer eller grove buske med variabel kroneform. Barken kan være grå, brun eller olivenfarvet eller over i det rødligt gyldne eller orangefarvede. Med tiden bliver barken dybt furet eller opdelt i grove plader. Grenene er tornløse og kraftige, af og til også med korkvinger. Skuddene er hårløse til dunhårede. Bladene er ovale til ægformede eller elliptiske med savtakket eller dobbelt savtakket rand. Blomstringen foregår før løvspring (eller sent på efteråret) fra 2-årige skud. Blomsterne er samlet i bundter, aks eller halvskærme. De enkelte blomster er uregelmæssige, uanselige, men med mange støvdragere. Frugterne (manna) er flade, ofte vingede nødder. 
Her beskrives kun de arter, som er vildtvoksende eller dyrket i Danmark.
| Beskrevne arter |

- Hvidelm (Ulmus americana)
- Skovelm (Ulmus glabra)
- Skærmelm (Ulmus laevis)
- Småbladet elm (Ulmus minor)

## Elm i Danmark
To arter af Elm er hjemmehørende i Danmark, skovelm (Ulmus glabra) og småbladet elm (Ulmus minor), mens en tredje art - skærmelm (Ulmus laevis) - er meget sjælden i Danmark, men ses i løvskove og skovsumpe i det østlige Lolland og vestlige Falster. Elm indvandrede først i Danmark lang tid efter istidens afslutning cirka 7.000 f.Kr. ved starten af den den atlantiske varmetid, hvor klimaet var varmere end i dag. Her indvandrede store løvtræer som skovelm, eg og ask, og Danmark blev dækket fra kyst til kyst af klimaks-urskov, en tæt mørk skov med ringe vegetation i skovbunden. 
Cirka 3.000 f.Kr. kan man i pollendiagrammer se et kraftigt fald i kurverne for især elm, men også for eg og lind - dette kaldes for elmefaldet. Årsagen er omstridt. Johannes Iversen, den danske geolog og botaniker, som navngav fænomenet i 1941, har peget på, at elmefaldet markerer overgangen mellem landbrug og jægerstenalder, hvor de første landmænd gjorde plads til at dyrke jorden ved at rydde skov, som hovedsageligt bestod af elm. Andre har peget på, at årsagen kunne være massiv stævning af elm, klimaforandringer eller elmesyge.
Alle planter af elme-familien angribes af elmesyge, som er forårsaget af svampen Ophiostoma ulmi, hvis sporer spredes til raske træer af elmebarkbiller (slægten Scolytus).
Elmesygen (i nyere tid) bredte sig i Europa i 1920'erne omend dette udbrud var relativt mildt og stort set var overstået i 1940'erne. Sygdommen blev isoleret og identificeret i Holland i 1921.. Fra 1970 optræder en ny, kraftigere form af elmesyge, hvorfor store gamle elmetræer nu er sjældne. Der kommer dog stadig nye træer til.